# David Small
David Small (Detroit, 12 dicembre 1945) è uno scrittore e illustratore statunitense specializzato in letteratura per ragazzi.

## Biografia
Nato nel 1945 a Detroit, vive e lavora a Mendon, nel Michigan.
Costretto a letto durante l'infanzia per motivi di salute, inizia presto a disegnare e, dopo aver scritto alcuni testi teatrali durante l'adolescenza, ottiene un Master of Fine Arts all'Università Yale.
Insegna in diversi college e pubblica vignette su riviste per campus universitari prima di esordire nel 1982 con Eulalie and the Hopping Head di cui cura anche le illustrazioni.
Autore di nove romanzi per l'infanzia e un memoir, ottiene importanti riconoscimenti tra i quali una Medaglia Caldecott nel 2001 e i suoi disegni sono regolarmente presenti nelle pagine del New Yorker e del New York Times.

## Opere principali

### Scrittore e illustratore
- Eulalie and the Hopping Head (1982)
- Che succede a Genoveffa? (Imogene's Antlers, 1985), Trieste, E. Elle, 1993 traduzione di Giulio Lughi ISBN 88-7068-587-X.
- Paper John (1987)
- Ruby Mae Has Something to Say (1992)
- Hoover's Bride (1995)
- Fenwick's Suit (1996)
- George Washington's Cows (1997)
- Stitches: ventinove punti (Stitches, 2009), Milano, Rizzoli Lizard, 2010 traduzione di Marco Bertoli ISBN 978-88-17-04088-4.
- Quando si fa buio (Home After Dark), Milano, Rizzoli Lizard, 2018 traduzione di Aurelia Di Meo ISBN 978-88-17-10823-2.

### Solo illustratore

#### Per Sarah Stewart
- The Money Tree (1994)
- La biblioteca (The Library, 1995), Milano, Mondadori, 1998 traduzione di Francesca Lazzarato ISBN 88-04-44618-8.
- The Gardener (1997)
- The Journey (2001)
- The Friend (2004)
- The Quiet Place (2012)

#### Per altri scrittori
- Gulliver's Travels di Jonathan Swift (1983)
- The Dragon Who Lived Downstairs di Burr Tillstrom (1984)
- Company's Coming di Arthur Yorinks (1988)
- A Surfeit of Similes di Norton Juster (1989)
- Petey's Bedtime Story di Beverly Cleary (1993)
- The Christmas Crocodile di Bonnie Becker (1998)
- Huckabuck Family: And How They Raised Popcorn in Nebraska and Quit and Came Back di Carl Sandburg (1999)
- So You Want to Be President? di Judith St. George (2000)
- Company's Going di Arthur Yorinks (2001)
- The Mouse and His Child di Russell Hoban (2001)
- So You Want to Be an Inventor? di Judith St. George (2002)
- The Essential Worldwide Monster Guide di Linda Ashman (2003)
- So You Want to Be an Explorer? di Judith St. George (2005)
- My Senator and Me: A Dog's Eye View of Washington, D.C. di Ted Kennedy (2006)
- Once Upon a Banana di Jennifer Armstrong (2006)
- When Dinosaurs Came with Everything di Elise Broach (2007)
- That Book Woman di Heather Henson (2008)
- The Underneath di Kathi Appelt (2008)
- One Cool Friend di Toni Buzzeo (2012)

## Premi e riconoscimenti
- Guggenheim Fellowship: 1986
- Medaglia Caldecott: 2001 per So You Want to Be President?
- Premio Alex: 2010 per Stitches: ventinove punti e 2019 per Quando si fa buio
- Michigan Author Award: 2015